# Союз Т-2
«Союз Т-2» — пилотируемый космический корабль.

## Параметры полёта
- Масса аппарата — 6,85 т.
- Наклонение орбиты — 51,6°.
- Период обращения — 88,7 мин.
- Перигей — 202 км.
- Апогей — 249 км.

## Основной экипаж
- Командир корабля — Юрий Малышев (1-й космический полёт)
- Бортинженер корабля — Владимир Аксёнов (2-й космический полёт)

## Дублирующий экипаж
- Командир корабля — Леонид Кизим
- Бортинженер корабля — Олег Макаров

## Резервный экипаж
- Командир корабля — Василий Лазарев
- Бортинженер корабля — Геннадий Стрекалов

## Описание полёта
Первый испытательный пилотируемый полёт модифицированного корабля «Союз Т». Осуществлена стыковка с космической станцией «Салют-6». В это время на станции находились космонавты Леонид Попов и Валерий Рюмин.
Новая автоматическая система стыковки работала со сбоями, поэтому была осуществлена ручная стыковка со станцией «Салют-6».
Стыковка была осуществлена 6 июня в 15:58 UTC, расстыковка 9 июня в 09:20.